# Concerto conciso
Concerto conciso (opus 18) is een compositie van Thomas Adès. 
Het Concerto conciso is Adès’ eerste poging te komen tot een concerto. Voor een “echt pianoconcert” is het te kort; het duurt slechts 9 minuten. Desalniettemin werd het werk financieel mogelijk gemaakt door drie ensembles, die furore maakten binnen de moderne kamermuziek: Birmingham Contemporary Music Club, London Sinfonietta en Ensemble Modern, alsmede diverse privépersonen. Zoveel opdrachtgevers bracht ook veel uitvoeringen met zich mee. Allereerst in Birmingham, Londen en dan Frankfurt am Main en Berlijn. Daarna deed het andere steden aan en werd uitgevoerd op de Proms en tijdens het Aldeburgh Festival. 
Hoe kort ook; het heeft de driedelige opzet van een klassiek concert; de delen hebben echter geen titel (I, 2:39; : II, 4:54 en III 1:52). Het coda bestaat uit het dichtklappen van de piano. Adès leidde zelf voor de première op 28 oktober 1997 het ensemble uit Birmingham; hij was toen in de Adrian Boult Hall (gesloopt in 2016) ook solist. Die combinatie leverde ook de eerste plaatopname in oktober 1998. Adès’ eerste pianoconcert volgde in 2018.
Instrumentatie:
- piano
- 1 klarinet, 1 baritonsaxofoon
- 1 trompet, 1 trombone, 1 tuba
- 1 percussie
- 3 violen, contrabas